# Edward Edson Lee
Edward Edson Lee (* 2. September 1884; † 28. September 1944), der unter dem Pseudonym Leo Edwards schrieb, war in den 1920er und 1930er Jahren ein beliebter US-amerikanischer Autor für Kinderliteratur.

## Leben
Edward Edson Lee hatte eine schwierige Kindheit und brach die Schule ab, um in seiner frühen Jugend zu arbeiten. Er begann als Autor, der Seriengeschichten schrieb, insbesondere in der Zeitschrift The American Boy. Sein erstes Buch, Andy Blake in Advertising, wurde 1922 veröffentlicht (nachgedruckt 1928 als erster Band der Andy-Blake-Reihe).
Er schrieb fünf Buchreihen: die Jerry-Todd-Reihe mit sechzehn Büchern; die elfbändige Poppy-Ott-Reihe; die Trigger-Berg-Reihe mit vier Büchern; die Andy-Blake-Reihe mit vier Büchern; und die Tuffy Bean-Reihe mit vier Büchern. Alle Serien waren in irgendeiner Weise miteinander verbunden; Die Geschichten von Todd und Ott spielten in der Stadt Tutter, Illinois, einer fiktiven Stadt nach dem Vorbild der Stadt Utica, die Lee in seiner Kindheit erlebte. Die Nebenfiguren in den Büchern von Todd und Ott – „Red“ Meyers, „Scoop“ Ellery und „Peg“ Shaw – waren echte Jungs, mit denen Lee sich angefreundet hatte, als er anfing, die Geschichten zu schreiben, während er in Shelby, Ohio, lebte.
Edward Edson Lee ist in Beloit, Wisconsin, begraben.

## Werke

### Andy Blake Reihe
1. Andy Blake (ursprünglich: Andy Blake in Advertising) – 1922, veröffentlicht 1928
2. Andy Blake's Comet Coaster – 1928
3. Andy Blake's Secret Service – 1929
4. Andy Blake and the Pot of Gold – 1930

### Jerry Todd Reihe
1. Jerry Todd and the Whispering Mummy – 1923
2. Jerry Todd and the Rose-Colored Cat – 1924
3. Jerry Todd and the Oak Island Treasure – 1925
4. Jerry Todd and the Waltzing Hen – 1924
5. Jerry Todd and the Talking Frog – 1925
6. Jerry Todd and the Purring Egg – 1925
7. Jerry Todd in the Whispering Cave – 1927
8. Jerry Todd, Pirate – 1928
9. Jerry Todd and the Bob-Tailed Elephant – 1929
10. Jerry Todd, Editor-In-Grief – 1930
11. Jerry Todd, Caveman – 1932
12. Jerry Todd and the Flying Flapdoodle – 1934
13. Jerry Todd and the Buffalo Bill Bathtub – 1936
14. Jerry Todd's Up-The-Ladder Club – 1937
15. Jerry Todd's Poodle Parlor – 1938
16. Jerry Todd's Cuckoo Camp – 1940

### Poppy Ott Reihe
1. Poppy Ott and the Stuttering Parrot – 1926
2. Poppy Ott's Seven-League Stilts – 1926
3. Poppy Ott and the Galloping Snail – 1927
4. Poppy Ott's Pedigreed Pickles – 1927
5. Poppy Ott and the Freckled Goldfish – 1928
6. Poppy Ott and the Tittering Totem – 1929
7. Poppy Ott and the Prancing Pancake – 1930
8. Poppy Ott Hits The Trail – 1933
9. Poppy Ott & Co., Inferior Decorators – 1937
10. The Monkey's Paw – 1938
11. The Hidden Dwarf – 1939

### Trigger Berg Reihe
1. Trigger Berg and the Treasure Tree – 1930
2. Trigger Berg and His 700 Mousetraps – 1930
3. Trigger Berg and the Sacred Pig – 1931
4. Trigger Berg and the Cock-Eyed Ghost – 1933

### Tuffy Bean Reihe
1. Tuffy Bean's Puppy Days – 1931
2. Tuffy Bean's One-Ring Circus – 1931
3. Tuffy Bean At Funny Bone Farm – 1931
4. Tuffy Bean and the Lost Fortune – 1932

| Personendaten    | Personendaten                 |
| ---------------- | ----------------------------- |
| NAME             | Lee, Edward Edson             |
| ALTERNATIVNAMEN  | Edwards, Leo (Pseudonym)      |
| KURZBESCHREIBUNG | amerikanischer Schriftsteller |
| GEBURTSDATUM     | 2. September 1884             |
| STERBEDATUM      | 28. September 1944            |